# Oh Telephone
Oh Telephone è un singolo della cantante olandese Laura Fygi, pubblicato nel 1994 come primo estratto del terzo album The Lady Wants to Know.

## Descrizione
La title track è un arrangiamento del brano The Telephone Song di Stan Getz e Astrud Gilberto del 1964. Il brano riscosse un ottimo successo sia in America Latina che in Europa, diventando presto il singolo più famoso di Laura Fygi nonché quello che ha riscosso più successo in tutta la sua carriera.

## Tracce
1. Oh Telephone – 2:50
2. If You Went Away – 4:30

Durata totale: 7:20